# Thysanopyga puatartia
Thysanopyga puatartia là một loài bướm đêm trong họ Geometridae.